# Bệnh viện Nguyễn Tri Phương
Bệnh viện Nguyễn Tri Phương là một bệnh viện đa khoa lớn tại Thành phố Hồ Chí Minh, Việt Nam.

## Lịch sử
Tiền thân của Bệnh viện chỉ là một trạm xá nhỏ chuyên chẩn mạch bốc thuốc Đông y miễn phí cho người Hoa, được lập ra ở thành phố Chợ Lớn, Nam Kỳ năm 1903, đến năm 1905 thì được đặt tên là "Nam Hải Lạc Thiện Đường". Năm 1919, trạm xá được mở rộng và đặt tên là Y viện Quảng Đông. Y viện này hoạt động với mô hình bệnh viện tư nhân đến năm 1978 thì chuyển sang mô hình bệnh viện công lập và đổi sang tên mới.

## Chuyên khoa
- Cấp cứu
- Hồi sức tích cực và chống độc
- Nội tim mạch
- Tim mạch can thiệp
- Nội hô hấp
- Nội tiêu hóa
- Nội cơ xương khớp
- Y học cổ truyền – Vật lý trị liệu – Phục hồi chức năng
- Nội thận – tiết niệu
- Nội thần kinh
- Lão khoa
- Nhi khoa
- Nội tiết
- Ngoại tổng quát
- Ngoại thần kinh
- Ngoại tiêu hóa
- Ngoại chấn thương chỉnh hình
- Sản
- Nội tổng hợp
- Phẫu thuật tạo hình thẩm mỹ[1]

## Thành tựu
Năm 2003, Bệnh viện được tặng Huân chương Lao động hạng Nhì.. 

## Bê bối
Năm 2016, bệnh viện Nguyễn Tri Phương bị Sở Y Tế kết luận sai phạm hàng trăm tỷ đồng, liên quan trách nhiệm của các giám đốc qua các thời kỳ gồm ông Nguyễn Thi Hùng và ông Võ Đức Chiến.